# Естер (Француска)
Естер (фр. Estaires) је насељено место у Француској у региону Север-Па д Кале, у департману Север.
По подацима из 2011. године у општини је живело 5955 становника, а густина насељености је износила 464,51 становника/km².

## Демографија
| 1962. | 1968. | 1975. | 1982. | 1990. | 2011. |
| ----- | ----- | ----- | ----- | ----- | ----- |
| 4.934 | 5.003 | 5.350 | 5.317 | 5.434 | 5.955 |